# Vinton (Iowa)
Vinton è una città degli Stati Uniti d'America, situata nello Stato dell'Iowa, nella Contea di Benton, della quale è il capoluogo.